# Blood on My Jeans
«Blood on My Jeans» (с англ. — «Кровь на моих джинсах») — песня американского рэпера Juice WRLD с третьего студийного альбома Legends Never Die, выпущенная 10 июля 2020 года на лейблах Grade A Productions и Interscope Records.

## Описание
В песне Juice WRLD повествует о своей большой любви к своей девушке Элли Лотти, а также затрагивает уже привычные темы наркотиков и оружия. Он отмечает, что когда он убивает своих врагов с близкого расстояния, их кровь брызжет на его джинсы.

## Коммерческий успех
Песня дебютировала под номером 12 в американском чарте Billboard Hot 100.

## Чарты
| Чарт (2020)                            | Высшая позиция |
| -------------------------------------- | -------------- |
| Австралия (ARIA)                       | 45             |
| Канада (Billboard Canadian Hot 100)    | 33             |
| UK Streaming (Official Charts Company) | 43             |
| США (Billboard Hot 100)                | 12             |
| США (Billboard Hot R&B/Hip-Hop Songs)  | 9              |
| США Rolling Stone Top 100              | 8              |